# Йосип Романів
Йосип Романів (англ. Joseph Romanow, 3 травня 1921 — 21 березня 2011) — канадський військовий льотчик, учасник Другої світової війни. Перший українець, що став генералом Збройних сил Канади.

## Біографічні відомості
Народився 3 травня 1921 року в місті Саскатун у канадській провінції Саскачеван, в сім'ї Дмитра і Марії Романів. Його батьки емігрували до Канади у 1911 році з містечка Кіцмань що на Буковині з «політичних причин» — Дмитро Романів був активним борцем з полонізацією. Старший Романів працював на Канадській національній залізниці.
Після закінчення середньої школи, з початком Другої світової війни, у 1939 році добровольцем вступив до лав Канадської армії. Від 1940 року служив у Канадських королівських військово-повітряних силах.
Після навчання пілотування біплана Tiger Moth, був направлений до частини протичовнової авіації. Здійснював патрулювання і супроводження конвоїв над канадським узбережжям Атлантики. Потім певний час служив у Великій Британії, де допоміг організувати Українську асоціацію канадських військовослужбовців та її Лондонський клуб. Невдовзі переведений з Британських островів до Бірми, де проходив службу в 435-й і 436-й ескадрильях ККПС. Учасник бойових дій в Індії, Бірмі та Китаї. Він також здійснював підготовку десантників-гуркхів.
Після Другої світової війни, Йосип Романів дізнався, що багато українців, які потрапили до таборів для переміщених осіб в Європі насильно репатріюються в радянські концентраційні табори ГУЛАГу. Щоб запобігти цьому, Йосип Романів та інші українсько-канадські військовослужбовці заснували Українсько-канадське Допомогове Бюро. За підтримки Українсько-канадського комітету (нині Конґрес Українців Канади) вони допомагали переміщеним особам іммігрувати до Канади.
Після роботи в таборах, Романів вступив до Саскачеванського університету, який закінчив у 1950 році зі ступенем бакалавра в галузі машинобудування. Після навчання знов повернувся на військову службу та був направлений до Великої Британії для продовження навчання в галузі авіаційної техніки. Отримавши диплом магістра в Технологічному інституті Кренфілда брав участь в реалізації проектів, пов'язаних з ядерно-ракетними програмами, у тому числі в роботах зі створення надзвукового винищувача-перехоплювача CF-105 Arrow. Був старшим представником від Канади в ракетній програмі США «Бомарк», а на заключному її етапі — відповідальним за установку і експлуатацію першої в Канаді системи ППО з ракетами оснащеними ядерною бойовою частиною в Норт-Бей, Онтаріо.
З 1951 року — керівник секції інженерної аеронавтики при Головному штабі військово-повітряних сил Канади, командант ескадрильї. З 1957-го — керівник лабораторії якісного контролю. З 1965-го — офіцер Головного штабу військово-повітряних сил Канади.
Після закінчення Коледжу Національної Оборони в Кінгстоні у 1971 році Йосип Романів став першим канадійцем українського походження, якого представили до звання генерала Збройних сил Канади — отримав звання бригадного генерала. Три роки проходив службу в Західній Німеччині, перебуваючи на посаді представника штаб-квартири НАТО і генерального директора з постачання, персоналу і адміністрації НАТО у Німеччині. У 1974 році нагороджений орденом «За військові заслуги». Перед виходом у відставку був генеральним директором з організації і персоналу в Міністерстві державної оборони в Оттаві. Звільнився з лав Збройних сил у 1976 році.
Після звільнення у відставку Йосип Романів був президентом Канадської асоціації виробників машин і обладнання (англ. Machinery and Equipment Manufacturers' Association of Canada), одним із найавторитетніших членів Конґресу Українців Канади. У 2006 році удостоєний премії Ради Конґресу Українців Канади провінції Саскачеван «Будівничий нації». Написав шість книг, у тому числі особисті мемуари.
Був одружений. Дружина Жозефіна Романів (Савчук). Залишив чотирьох дітей — дочок Марію (підполковник ВПС Канади в запасі) і Паулу, синів Григорія (капітан 1 рангу ВМС Канади в запасі) і Джона, а також сім онуків.
Помер 21 березня 2011 року в віці 89 років. Похований в Оттаві.